# てのひらあわせ
『てのひらあわせ』は、吉岡亜衣加の4枚目のオリジナルアルバム。2012年7月25日にティームエンタテインメントから発売された。

## 概要
前作『時の彩り』からおよそ1年振りにアルバムをリリース。
今作も薄桜鬼関連タイアップ曲が多数収録されている。初回限定盤には、「一輪の花」「太陽が生まれる場所」のミュージッククリップのフルver.と今までに発売されたゲーム「薄桜鬼 黎明録 ポータブル」以降の「薄桜鬼」シリーズのテロップ入りオープニングムービーを収録したDVDが付属されている。

## 収録曲
1. 夢ノ浮舟　[4:16]
作詞：森由里子、作曲：鶴由雄、編曲：太田美知彦
  - OVA『薄桜鬼 雪華録』オープニングテーマ
2. 星標　[3:55]
作詞：上園彩結音、作曲：谷本貴義、編曲：谷本貴義
  - ニンテンドー3DS用ソフト『薄桜鬼 3D』オープニングテーマ
3. 太陽が生まれる場所　[4:30]
作詞：上園彩結音、作曲：上野義雄、編曲：安瀬聖
  - PSP用ゲーム『薄桜鬼〜幕末無双録〜』エンディングテーマ
4. ひとひら花便り　[4:00]
作詞：上園彩結音、作曲：鶴由雄、編曲：鶴由雄
  - ドラマCD『薄桜鬼 ドラマCD〜寒桜絵巻〜』テーマソング
5. 未来模様　[4:27]
作詞：磯谷佳江、作曲：小野貴光、編曲：戸田章世
6. 遙かな稲妻　[3:18]
作詞：上園彩結音、作曲：浅野高弘、編曲：多田彰文
  - PS3用ゲーム『薄桜鬼 黎明録 名残り草』オープニングテーマ
7. 三日月に花　[4:07]
作詞：吉岡亜衣加、作曲：吉岡亜衣加、編曲：戸田章世
  - ニンテンドー3DS用ソフト『薄桜鬼 3D』エンディングテーマ
8. 七色挿話　[3:48]
作詞：磯谷佳江、作曲：小野貴光、編曲：戸田章世
  - PSP用ゲーム『二世の契り 想い出の先へ』エンディングテーマ
9. 蛍草 〜つゆくさ〜　[4:09]
作詞：吉岡亜衣加、作曲：Yu、編曲：ぺさま
10. 夢さやか　[4:44]
作詞：上園彩結音、作曲：小野貴光、編曲：岩垂徳行
  - ニンテンドーDS用ゲーム『薄桜鬼 黎明録 DS』オープニングテーマ
11. 光彼方 [4:05]
作詞：上園彩結音、作曲：四月朔日義昭、編曲：四月朔日義昭
  - PSP用ゲーム『薄桜鬼 黎明録ポータブル』オープニングテーマ
12. 悠久の夜明け [4:55]
作詞：上園彩結音、作曲：上野義雄、編曲：安瀬聖
  - PSP用ゲーム『薄桜鬼 黎明録ポータブル』エンディングテーマ
13. 祈り結び　[4:26]
作詞：磯谷佳枝、作曲：小野貴光、編曲：戸田章世
  - PSP用ゲーム『薄桜鬼〜幕末無双録〜』挿入歌

DVD（初回限定盤のみ）
1. 一輪の花（ミュージッククリップフルver.）
2. 太陽が生まれる場所（ミュージッククリップフルver.）
3. 光彼方（「薄桜鬼 黎明録 ポータブル」オープニングムービー）
4. 星標（「薄桜鬼 3D」オープニングムービー）
5. 夢さやか（「薄桜鬼 黎明録 DS」オープニングムービー）
6. 遙かな稲妻（「薄桜鬼 黎明録 名残り草」オープニングムービー）